# دوك رمادي الساقين
الدوك رمادي الساقين هو نوع من سعادين الدوك يستوطن المحافظات الفيتنامية كوانغ نام، وكوانغ ناي، وبنه دنه، وكون توم، وزا لاي. ويقدر إجمالي عدد هذا النوع 550 إلي 700 من الأفراد.